# High School Musical: The Musical: The Series
High School Musical: The Musical: The Series là một bộ phim truyền hình ca nhạc mockumentary của Mỹ  được phát trực tuyến trên Disney+, phim sáng tạo bởi Tim Federle dựa trên cảm hứng từ loạt phim High School Musical đình đám. Loạt phim do Chorus Boy và Salty Pictures kết hợp với Disney Channel sản xuất, với Oliver Goldstick đóng vai trò là nhà sản xuất cho bốn tập đầu tiên. Anh đã được Federle kế nhiệm với vai trò là nhà sản xuất trong phần còn lại của mùa đầu tiên và tiếp theo.
Lấy bối cảnh tại một phiên bản hư cấu của trường trung học East, ngôi trường nơi bộ phim gốc được quay, bộ phim theo chân một nhóm thiếu niên đam mê sân khấu tham gia dàn dựng High School Musical: The Musical do họ sản xuất. Bộ phim có sự tham gia của Olivia Rodrigo, Joshua Bassett, Matt Cornett, Sofia Wylie, Larry Saperstein, Julia Lester, Dara Reneé, Frankie Rodriguez, Mark St. Cyr, Kate Reinders và Joe Serafini.
High School Musical: The Musical: The Series đã công chiếu trên Disney Channel, ABC và Freeform dưới dạng mô phỏng xem trước vào ngày 8 tháng 11 năm 2019, trước khi ra mắt trên Disney+ vào ngày 12 tháng 11. Vào tháng 10 năm 2019, trước khi loạt phim ra mắt, Disney+ đã làm mới lại loạt phim cho mùa thứ hai, công chiếu vào ngày 14 tháng 5 năm 2021; mùa thứ hai sẽ bao gồm 12 tập. Bộ phim đã được đón nhận một cách tích cực, với các bài phê bình đánh giá cao diễn xuất của dàn diễn viên, đặc biệt là của Bassett và Rodrigo. Phim đã giành được Giải thưởng Truyền thông GLAAD vào năm 2020 cho hạng mục Outstanding Kids & Family Programming.

## Diễn viên và các nhân vật

### Chính
- Olivia Rodrigo trong vai Nini Salazar-Roberts, một người đam mê sân khấu âm nhạc, người được chọn vào vai Gabriella Montez
- Joshua Bassett trong vai Ricky Bowen, một tay guitar và vận động viên trượt ván, người trước đây đã hẹn hò với Nini, người được chọn vào vai Troy Bolton quan tâm đến âm nhạc
- Matt Cornett trong vai E.   J. Caswell, một người đam mê sân khấu jock mà Nini đã gặp trước đây tại trại sân khấu, người được chọn vào vai Chad Danforth và là người dưới quyền cho Troy
- Sofia Wylie trong vai Gina Porter, một học sinh chuyển trường với tham vọng sân khấu, người được chọn vào vai Taylor McKessie và người phụ việc cho Gabriella
- Larry Saperstein trong vai Big Red, bạn thân nhất của Ricky, người sẽ đảm nhận vai trò quản lý sân khấu sản xuất bất cứ khi nào Natalie vắng mặt, mặc dù anh ấy thiếu kiến thức về sân khấu. Sau đó, anh được chứng minh là có tài năng tiềm ẩn trong việc nhảy tap và kiến thức về điện tử.
- Julia Lester trong vai Ashlyn Caswell, E.   Anh họ của J. và một nhạc sĩ đầy tham vọng, người được chọn vào vai Ms. Darbus
- Dara Reneé trong vai Kourtney, bạn thân nhất của Nini và tự xưng là nữ quyền, người làm việc trong bộ phận trang phục của vở nhạc kịch
- Frankie Rodriguez trong vai Carlos Rodriguez, biên đạo của sản xuất, người làm việc cùng với Hoa hậu Jenn
- Mark St. Cyr trong vai Benjamin Mazzara, giáo viên STEM của trường East High, người chống lại sự tập trung của trường vào nghệ thuật
- Kate Reinders trong vai cô Jenn, giáo viên kịch mới của trường East High, người đã xuất hiện trong bộ phim  High School Musical  ban đầu với tư cách là một vũ công phụ và chỉ đạo sản xuất của trường
- Joe Serafini trong vai Seb Matthew-Smith (phần 2; phần 1 lặp lại), một học sinh được chọn vào vai Sharpay Evans. Anh ấy bắt đầu mối quan hệ với Carlos.

### Diễn viên định kỳ
- Alexis Nelis trong vai Natalie Bagley, giám đốc sân khấu sản xuất
- Nicole Sullivan và Michelle Noh trong vai Carol và Dana, mẹ của Nini
- Jeanne Sakata trong vai Malou, bà của Nini
- Alex Quijano trong vai Mike Bowen, cha của Ricky, người bị vợ ghẻ lạnh và hiện đang sống ở Chicago
- Valente Rodriguez với tư cách là Hiệu trưởng Gutierrez
- Beth Lacke trong vai Lynne Bowen, vợ của Mike và mẹ của Ricky, người quay lại thông báo cô và Mike sắp ly hôn
- Derek Hough trong vai Zack (mùa 2), bạn trai cũ của Miss Jen, một diễn viên dạy kịch tại trường đối thủ North High
- Olivia Rose Keegan trong vai Lily (mùa 2), một học sinh mới cạnh tranh và kiêu kỳ tại trường East High, người đã bỏ lỡ một vai diễn trong vở nhạc kịch
- Roman Banks trong vai Howie (phần 2), một sinh viên làm việc tại tiệm bánh pizza của gia đình Big Red
- Andrew Barth Feldman trong vai Antoine, một sinh viên trao đổi tại trường North High
- Asher Angel trong vai Jack

### Khách mời
- Kaycee Stroh trong vai Kaycee, một thành viên của hội đồng trường. Stroh đã đóng Martha Cox trong bộ phim gốc.
- Lucas Grabeel là chính mình, xuất hiện trong một chuỗi giấc mơ. Grabeel đã đóng Ryan Evans trong bộ phim gốc.